# Maddur
Maddur è una città dell'India di 26.456 abitanti, situata nel distretto di Mandya, nello stato federato del Karnataka. In base al numero di abitanti la città rientra nella classe III (da 20.000 a 49.999 persone).

## Geografia fisica
La città è situata a 12° 35' 35 N e 77° 02' 58 E.

## Società

### Evoluzione demografica
Al censimento del 2001 la popolazione di Maddur assommava a 26.456 persone, delle quali 13.387 maschi e 13.069 femmine. I bambini di età inferiore o uguale ai sei anni assommavano a 3.104, dei quali 1.594 maschi e 1.510 femmine. Infine, coloro che erano in grado di saper almeno leggere e scrivere erano 18.036, dei quali 9.739 maschi e 8.297 femmine.